# Saison 2015 de l'équipe cycliste Stölting
La saison 2015 de l'équipe cycliste Stölting est la neuvième de cette équipe.

## Préparation de la saison 2015

### Arrivées et départs
| Arrivées        | Équipe 2014        |
| --------------- | ------------------ |
| Moritz Backofen | Rothaus            |
| James Early     |                    |
| Nako Georgiev   | PKD-Tzar Simeon    |
| Lennard Kämna   | RSC Cottbus        |
| Manuel Porzner  |                    |
| Ole Quast       | KED-Stevens Berlin |
| Sven Reutter    |                    |
| Til Schuster    |                    |
| Jonas Tenbrock  | Rose NRW           |

| Départs             | Équipe 2015         |
| ------------------- | ------------------- |
| Phil Bauhaus        | Bora-Argon 18       |
| Felix Dehmel        |                     |
| Jan Dieteren        | Leopard Development |
| Frederik Dombrowski | Kuota-Lotto         |
| Markus Eichler      |                     |
| Tim Gebauer         |                     |
| Lucas Liss          | Rad-net Rose        |
| Christian Mager     | Cult Energy         |
| Mirco Saggiorato    |                     |
| Yuriy Vasyliv       |                     |
| Max Walscheid       | Kuota-Lotto         |

## Coureurs et encadrement technique

### Effectif
| Cycliste         | Date de naissance | Nationalité      | Équipe 2014        |  |
| ---------------- | ----------------- | ---------------- | ------------------ |  |
| Moritz Backofen  | 21 mars 1995      | Allemagne        | Rothaus            |  |
| James Early      | 15 octobre 1985   | Nouvelle-Zélande |                    |  |
| Arne Egner       | 14 mars 1994      | Allemagne        | Stölting           |  |
| Nako Georgiev    | 19 mai 1995       | Bulgarie         | PKD-Tzar Simeon    |  |
| Silvio Herklotz  | 6 mai 1994        | Allemagne        | Stölting           |  |
| Lennard Kämna    | 9 septembre 1996  | Allemagne        | RSC Cottbus        |  |
| Thomas Koep      | 15 septembre 1990 | Allemagne        | Stölting           |  |
| Jan Oelerich     | 30 mars 1988      | Allemagne        | Stölting           |  |
| Nils Politt      | 6 mars 1994       | Allemagne        | Stölting           |  |
| Manuel Porzner   | 25 février 1996   | Allemagne        |                    |  |
| Ole Quast        | 9 octobre 1989    | Allemagne        | KED-Stevens Berlin |  |
| Sven Reutter     | 13 août 1996      | Allemagne        |                    |  |
| Til Schuster     | 12 octobre 1996   | Allemagne        |                    |  |
| Jonas Tenbrock   | 16 décembre 1995  | Allemagne        | Rose NRW           |  |
| Maximilian Werda | 5 octobre 1991    | Allemagne        | Stölting           |  |
| Stagiaire        | Date de naissance | Nationalité      | Équipe 2015        |  |
| Lars Becker      | 15 mars 1993      | Allemagne        | RV Blitz Spich     |  |
| Aaron Grosser    | 6 octobre 1996    | Allemagne        | Rose NRW           |  |

## Bilan de la saison

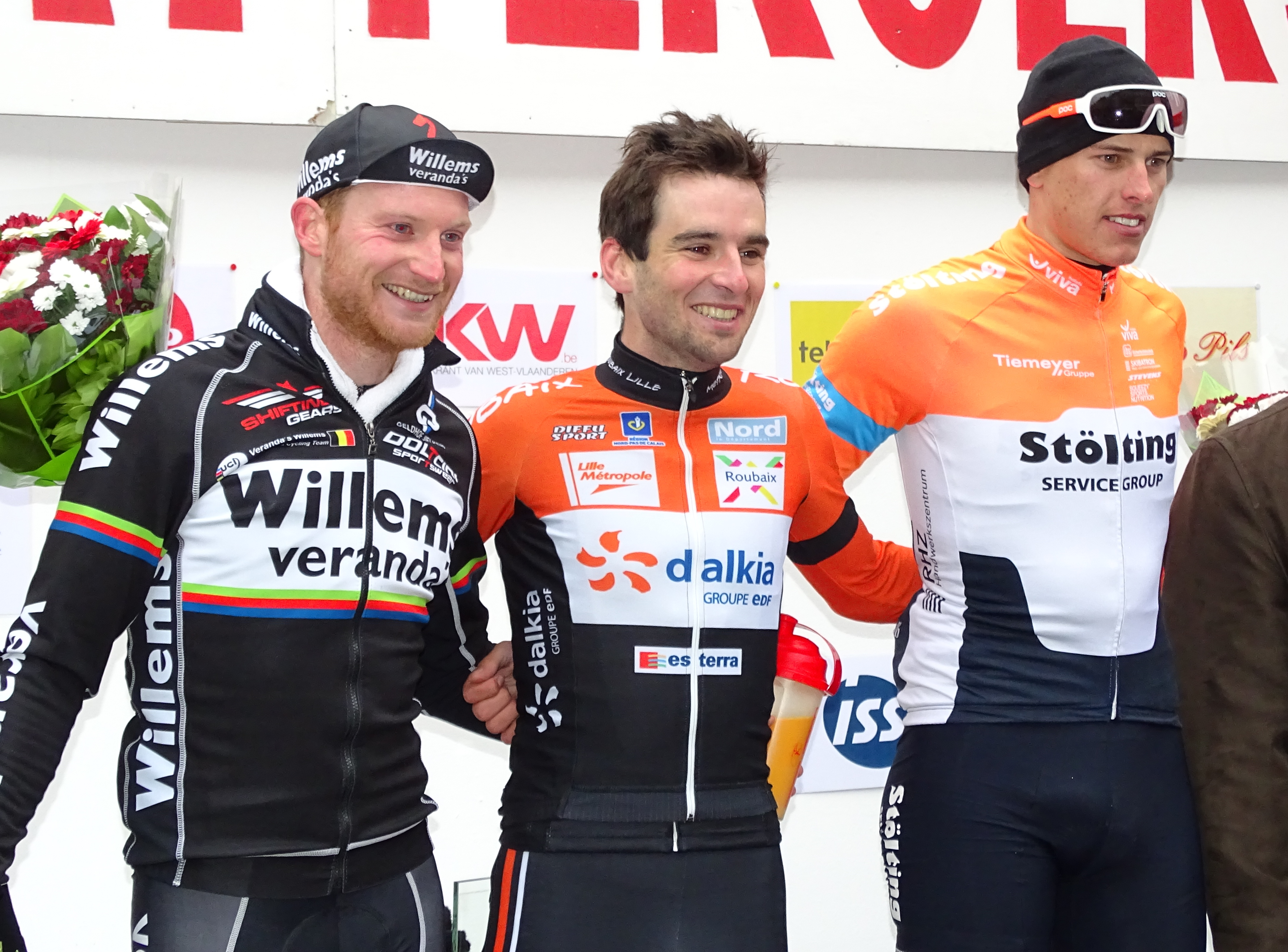
Podium de l'édition 2015 de la Course des chats : Joeri Calleeuw (2e), Baptiste Planckaert (1er) et Nils Politt (3e).

### Victoires
| Date       | Course                                              | Pays      | Classe | Vainqueur      |
| ---------- | --------------------------------------------------- | --------- | ------ | -------------- |
| 26/06/2015 | Championnat d'Allemagne du contre-la-montre espoirs | Allemagne | CN     | Lennard Kämna  |
| 28/06/2015 | Championnat de Bulgarie sur route espoirs           | Bulgarie  | CN     | Nako Georgiev  |
| 05/07/2015 | Championnat d'Allemagne sur route espoirs           | Allemagne | CN     | Nils Politt    |
| 18/07/2015 | 4e étape du Tour de la Vallée d'Aoste               | Italie    | 2.2U   | Lennard Kämna  |
| 04/08/2015 | Prologue du Tour de Hongrie                         | Hongrie   | 2.2    | Manuel Porzner |
| 07/08/2015 | 3e étape du Tour de Hongrie                         | Hongrie   | 2.2    | Manuel Porzner |

### Classement UCI

#### UCI America Tour
L'équipe Stölting termine à la 38e place de l'America Tour avec 16 points. Ce total est obtenu par l'addition des points des huit meilleurs coureurs de l'équipe au classement individuel, cependant seul un coureur est classé,.
| Rang | Coureur       | Points |
| ---- | ------------- | ------ |
| 172  | Lennard Kämna | 16     |